# Rita
A Rita női név a Margit olasz alakjának, a  Margheritának a rövidüléséből származik.

## Gyakorisága
Az 1990-es években gyakori név, a 2000-es években nem szerepel a 100 leggyakoribb női név között.

## Névnapok
- május 22.[2]
- augusztus 26.[2]

## Híres Riták
- Bajkó Rita válogatott labdarúgó
- Borbás Rita kézilabdázó
- Casciai Szent Rita, a reménytelen ügyek szentje
- Rita Hayworth amerikai színésznő
- Jónás Rita műsorvezető
- Kőbán Rita kajakozó
- Méry Rita válogatott labdarúgó
- Rita Ora angol énekesnő, színésznő
- Rita Pavone olasz énekesnő
- Pessuth Rita kickboxoló
- Rácz Rita a Magyar Állami Operaház magánénekese, szopránénekesnő
- Rita Süssmuth német politikus
- Tallós Rita színésznő
- Terecskei Rita énekesnő
- Rita Tushingham angol filmszínésznő
- Vécsei Rita Andrea magyar költő, író
- Wagner Rita zongoraművész, pedagógus
- Rita Wilson amerikai színésznő
- Sárai (Janovics) Rita kerekesszékes táncos